# 英英辞典

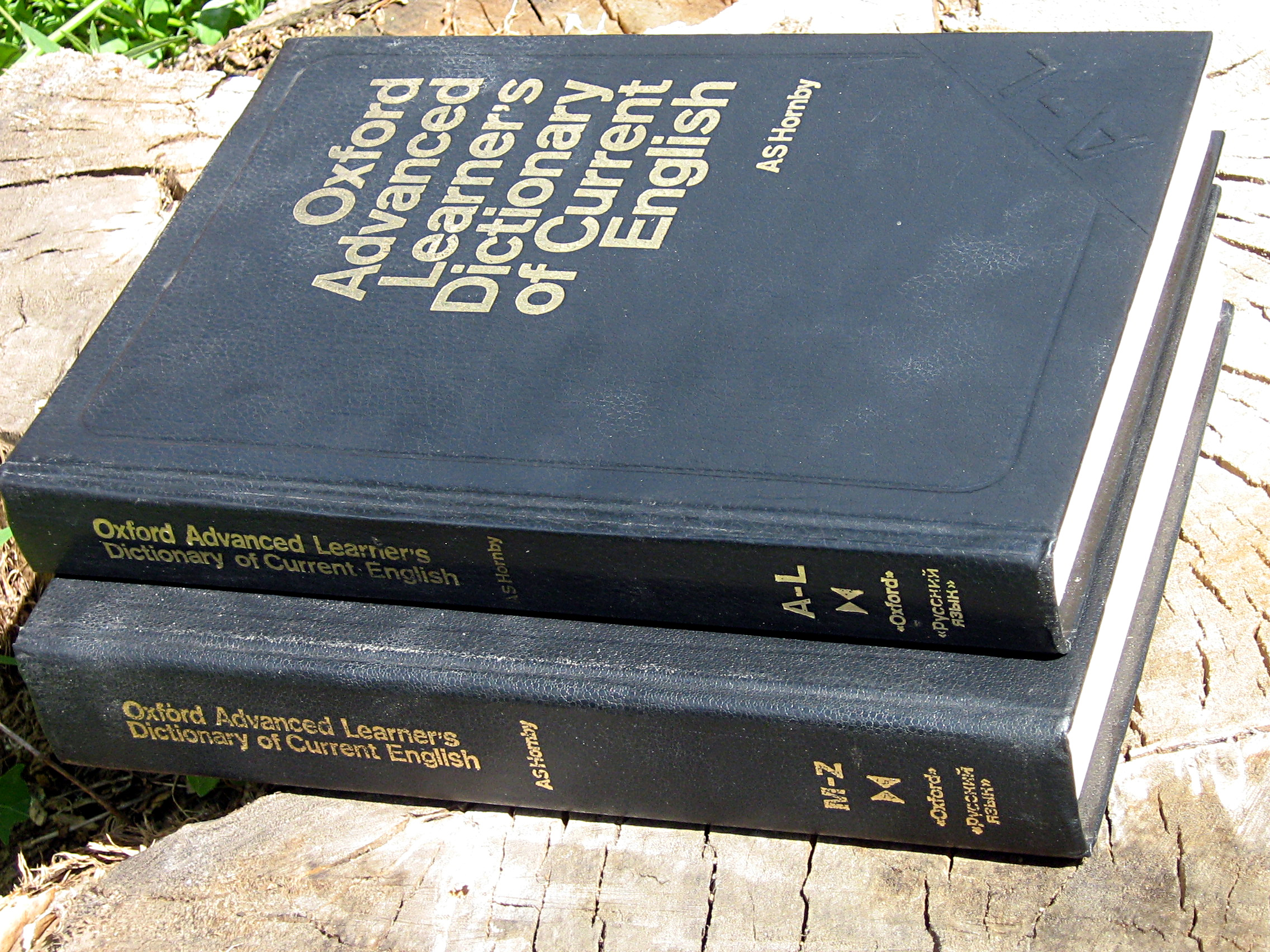
オックスフォード現代英英辞典

英英辞典（えいえいじてん）は、英語の単語を英語で定義、説明している辞典である。

## 概要
英英辞典は英語話者にとっての国語辞典であるが、英語圏に属さない日本においては外国人学習者向け英英辞典 (monolingual learner's dictionary) をさすことが多い。学習者向け英英辞典は語釈（語の定義）に用いる単語を易しいものに制限したり、語法やコロケーションの記述に重点を置くなど、英語を母語としない外国人でも理解しやすいように工夫されている。研究社の新英英辞典のような日本で作られたものも一部存在するが、それらはマイナーな存在であり、大部分は欧米で制作されている商品に日本で外箱や付録の小冊子を付けただけのものである。

## 主な母語話者向け英英辞典
- オックスフォード英語辞典 (OED)
- オックスフォード英英辞典 (ODE)
- アメリカ英語辞典（英語版） (DAE)

## 主な学習者向け英英辞典
- オックスフォード現代英英辞典 (OALD)
- ロングマン現代英英辞典 (LDOCE)
  - ロングマン現代アメリカ英語辞典 (LAAD)
- コリンズ・コウビルド英英辞典 (CCAD)
- マクミラン英英辞典（英語版） (MEDAL)
- ケンブリッジ英英辞典（英語版）[1] (CALD)
- ウェブスター現代英英辞典（英語版）